# Stigmatomyces purpureus
Stigmatomyces purpureus Thaxt. – gatunek grzybów z rzędu owadorostowców (Laboulbeniales). Grzyby mikroskopijne, pasożyty owadów (grzyby entomopatogeniczne).

## Systematyka
Pozycja w klasyfikacji według Index Fungorum: Stigmatomyces, Laboulbeniaceae, Laboulbeniales, Laboulbeniomycetidae, Laboulbeniomycetes, Pezizomycotina, Ascomycota, Fungi.
Gatunek ten opisał w 1900 r. Roland Thaxter r. na owadzie Scatella stagnalis w USA.
Synonim: 
- Stigmatomyces purpureus f. scatellae (S.W.T. Batra) Balazuc 1991
- Stigmatomyces scatellae S.W.T. Batra 1963[3]

## Charakterystyka
Jest pasożytem zewnętrznym. W Polsce Tomasz Majewski opisał jego występowanie na muchówkach (Diptera) z rodziny wodarkowatych (Ephydidrae): Scatella paludum, Scatella stagnalis, Scatella tenulcosta.